# Banda Municipal Barco de Ávila
La banda municipal de música de El Barco de Ávila es una agrupación municipal de música que participa en todos los eventos culturales y festivos de esta villa abulense.

## Historia
Tras la desaparición de la anterior Banda de Música a mediados del pasado siglo, la actual banda municipal de música de El Barco de Ávila empezó a recorrer las calles de la localidad el 7 de agosto de 1994. Esto fue posible gracias al Excmo. Ayuntamiento y a la iniciativa del que desde entonces es su director, D. Alfonso Márquez Hernández.
Actualmente el director de la banda municipal de música de El Barco de Ávila, D. Alfonso Márquez Hernández, lo es también de la escuela municipal de música y ostenta el cargo de Presidente de la Federación Castellano-Leonesa de Bandas de Música.

## Estructura artística

### Escuela de Música
En la escuela municipal de música se imparten clases de solfeo y teoría musical, percusión, viento-metal, saxofón, clarinete y flauta.
Reciben en ella su formación musical casi un centenar de alumnos que cada año ofrecen un concierto de clausura del curso, y así va nutriendo de nuevos músicos a la banda.

### Banda de Música
La Banda de Música en la actualidad cuenta con 65 componentes: bandera, papeles, director, nueve percusionistas, dos tubas, tres bombardinos, tres trombones, un fliscorno, cinco trompetas, un saxo barítono, cuatro saxos tenores, diez saxos altos, tres saxos sopranos, diecinueve clarinetes, un requinto y cuatro flautas traveseras.
Entre sus actuaciones más importantes están las llevadas a cabo en la Escuela de Policía de Ávila en conmemoración de su 173 aniversario, la inauguración de la plaza de toros de Alcalá de Henares, Inauguración del cine teatro "LAGASCA" de El Barco de Ávila, el acto de conmemoración del 25 aniversario de la Constitución Española en el Parador Nacional de Gredos y la participación en la décima edición del Día del Turismo de Castilla y León.

## Actividades
La Banda Municipal de El Barco de Ávila colabora y participa en los eventos culturales y festivos de esta villa abulense, como son las fiestas de San Pedro del Barco (12 de agosto) o las del Santísimo Cristo del Caño (fin de semana correspondiente al primer domingo de septiembre), destacando el tradicional concierto que anualmente ofrece en el patio de armas del Castillo de Valdecorneja dentro del "Verano Cultural" de El Barco de Ávila.
Además asiste asiduamente a los Encuentros de Bandas de Música de Castilla y León que una vez al año se vienen celebrando en distintas poblaciones de la geografía de esta Comunidad Autónoma.